# 經濟部智慧財產局研擬封鎖境外侵權網站事件
經濟部智慧財產局研擬封鎖境外侵權網站事件發生於2013年5月，起因為中華民國經濟部智慧財產局發表新聞研擬修法，將由智慧財產局直接下令ISP業者，以IP位址或DNS技術等方式封鎖「一望即知重大侵權的境外網站」，後來因外界批評而考慮改由法院裁定。由於「重大明顯的侵權行為」難以認定，由國家行政機關自行界定有濫權之可能，使用人數眾多的土豆網、PPS網路電視，因為有部分合法授權內容，YouTube已有完善內控機制，因此不在取締的黑名單之列，此舉引起認定的質疑，更引發網路輿論譁然，甚至被解讀為2013年台灣網路的白色恐怖，網友群起串聯抗議，原本預計於2013年第二立法院院會期間審查，後來停止推動修法。
這起事件美國科技媒體TheNextWeb評論為「類SOPA法案」（SOPA-like），以及效法中國築網路「防火長城」監控措施，侵犯人民的言論自由。

## 支持者

### 立法委員
賴士葆主張要解決問題應修改著作權法87條，一旦透過認證機構確認著作權為個人所有，可以要求搜尋網站、App下架。他也主張政府公權力應介入，進行網路邊境管理，修電信法第9條，讓政府管理有法源依據，才能遏阻網路盜版。

### 經濟部智慧財產局
該局局長王美花於2013年5月22日表示，國內網站侵權，權利人可通知ISP下架，但境外網站侵權卻無法可管，鑑於權利人團體積極向政府遊說，加上保護產業發展目的，智慧財產局決定修法因應，由智慧局下令ISP封鎖網站，希望能解決境外網站侵權問題。
該局副局長李鎂於2013年5月28日在立法院面對立委質疑時表示若國外網站侵權比例接近百分之百，即有權先行封鎖網站。
該局著作權組組長張玉英表示，禁止網路盜版法案牽涉範圍極廣，網友拿智慧局的新修正案對比並不恰當。

### 台灣唱片出版事業基金會（RIT）
該基金會執行長李瑞斌指出目前海關查緝非法的仿冒、盜版品入境，無論是用什麼方式都會遭查扣，而虛擬盜版物品卻沒有這樣的措施，太多國外的網站無法可管，數位化的網路也應該要比造類似的概念來實施「邊境管制」。
更進一步表示，國內對於國外的色情網站已有阻擋機制，例如NCC設立的WIN通報窗口，顯示大家同意色情應該阻絕。而在台灣創作人都支持修法方向，這項行政權力是補司法之不足，而且他認為並沒有人的權利受到損害。

### 台灣數位出版聯盟
台灣數位出版聯盟理事長何飛鵬召開記者會時表示盜版已經傷害台灣的文創產業，並要求政府修改電信法與著作權法。

## 反對者

### 立法委員
立法委員管碧玲於2013年5月22日迅速在立法院就此事率先提出質詢，管碧玲批評智財局此立法為台版綠壩。於2013年5月24日表示「授權恐易放難收」，管碧玲要求國家通訊傳播委員會應儘速與智財局協商，調整此一立法方向。於2013年5月28日要求國家通訊傳播委員會依據5月22日交通委員會之決議，主動與智慧財產局就保護網路智慧財產著作之相關修法進行協商。2013年6月3日揭露智財局內部法律研析、及修法諮詢小組，在2012年兩度表達反對及疑慮，卻在2013年被一場體制外的座談會推翻，管碧玲要求智財局必須公開說明翻案的原委。
立法委員李桐豪批智財局「跟業者開完會就想修法！」，同時表示封鎖IP、DNS，還是有網友可翻牆。
立法委員徐欣瑩於2013年5月30日針對智財局等行政機關可要求ISP封鎖其IP或網域名稱，讓民眾無法連網的問題，質詢經濟部次長卓士昭，並要求智財局要對相關政策做更審慎的評估，切勿制訂沒有意義的規定擾亂社會。而智財局也於6月3日召開記者會，表示因外界質疑箝制言論自由的聲浪不斷，將停止推動修改《著作權法》。然國人智慧財產的保護，其實仍有許多不足之處，徐欣瑩委員會持續關注此議題，並在不影響人身自由的前提下持續推動相關政策，使台灣的創作環境更加健全。

### 國家通訊傳播委員會（NCC）
該委員會主委石世豪於2013年5月22日受管碧玲質詢時，表面上表示反對。但是卻是在未公聽、幾乎無人知道的情況下，要修電信法第9條，賦予主管機關與電信業者自行決定封網或移除內容的權力。

### 台灣網路暨電子商務產業發展協會
台灣網路暨電子商務產業發展協會（Taiwan Internet and E-Commerce Association，TIEA）於2013年5月28日發表聲明稿持反對立場，認為該政策並非打擊盜版最佳手段，甚至侵害網路安全與資訊自由

### 中華民國維基媒體協會
維基百科在台湾的地区分会——中華民國維基媒體協會於2013年5月27日呼籲政府相關單位停止討論類美國SOPA法案。根據聲明，該協會表示此封鎖一旦施行，台灣言論自由將受到威脅。協會進一步說明，台灣政府擬以「ISP封鎖技術」檢視民眾網路傳輸的資訊的措施，已經嚴重侵害憲法保障的祕密通訊自由。就此觀點來看，經由智慧財產局這層級行政機關逕行裁定網站是否侵權，不只是將行政院組織內機關的行政權侵害司法權，另一方面更可能形成網路言論的封鎖機制。協會總結表示，封鎖外侵網站做法將阻斷文化、知識的流動與累積，也容易發生不當或錯誤的ISP封鎖。
。除此，臺灣參與編輯、瀏覽度比例相當高的中文維基百科社群亦於5月29日提出抗議聲明。

### 電子前哨基金會
2013年6月3日，國際公益組織電子前哨基金會（Electronic Frontier Foundation）報導有關該起事件，台灣網友能夠組織起來，捍衛自己的權利，成功阻止政府的黑名單法案是值得欣慰的事。並指出台灣政府可能只是暫時調整計畫，未來還是會祭出一些手段。

### 批踢踢實業坊
台灣的網路論壇批踢踢於2013年6月1日發出聲明表示，反對智財局以封鎖境外網站行政手段侵害網路世界的使用自由，希望號召百萬鄉民力量，發起網路連署抗議。網路世界的瀏覽自由不應他人恣意侵犯，沒有經過司法程序和法院判決，誰也不該有權力阻止。

### 噗浪
噗浪於2013年5月31日發表了掐住脖子呼吸不叫自由—我們不需要制裁局的反對聲明稿，認為人民在網路上的自由旅行應受保障。反對對於自由存取網路施以任何形式的限制。

### Mozilla台灣社群
Mozilla台灣社群發表反對聲明並表示，何謂「專門從事網路侵權行為、或其上之內容有重大明顯侵害著作權，嚴重影響相關產業發展者」在其認定標準上是非常模糊的，直接針對網站的阻斷，絕對是過當的方式，政府應該要做的是抄掉平臺業者的伺服器，而不是阻斷使用者的網路。

### 導演林世勇
電影《BBS鄉民的正義》導演林世勇表示「智財局的做法太超過了，根本是鴕鳥心態」，政府應積極查緝侵權的嫌疑人，而不是干涉人民上網的自由，並認為若封鎖境外侵權網站，侵權的影片並未消失，權利人連寫信給站方申訴都做不到。

## 結果
經濟部智慧財產局於2013年6月3日宣佈由行政機關認定，再由司法機關審核後封鎖境外侵權網站的方式，不再推動。

## 後續事件抗議
國家安全法修法爭議事件，為經濟部智慧財產局研擬封鎖境外侵權網站事件後續事件，起因為行政院於2013年5月30日通過「國家安全法修正草案」的第2條2項與第5條1項。
以下是行政院提出的制度
- 維護網際網路納入國安層級範圍
- 以獎金鼓勵民眾檢舉違法言論且保密
- 授權各級機關訂立處罰機制

國家通訊傳播委員會電信法T9修法爭議事件，為經濟部智慧財產局研擬封鎖境外侵權網站事件後續事件，起因為國家通訊傳播委員會於5月初送進行政院審議的「電信法修正草案第9條」。
- NCC則是不分境內境外，網站或個人用戶都有可能被封鎖。
- NCC官員6日受訪時表示，法案上路後可能無法讓每個人都滿意，但電信法維護善良風俗的初衷不會改變。
- 為了消弭網友的不安，NCC官員劉建成6日接受《ETtoday新聞雲》訪問，特別就常見的電信法相關爭議一一回應，如第3項規定中「妨害公共秩序、善良風俗」標準為何，業者怎麼界定？會不會出現許多誤判情形？

## 立委再次提案
2017年9月，立法委員鄭運鵬再度於立法院提案，打算在著作權法增訂條文，讓著作權人可以聲請法院要求網路服務業者封鎖 IP 位址或網址，並要求臺灣網際網路中心（TWNIC）不得解析該網頁。

## 國外立法例參考
- 英國：2010年英國數位經濟法（Digital Economy Act）第17、18條，授權商業大臣制定法規賦予法院得對ISP發布禁制令（injunction），要求ISP封鎖通向被法院認為已經、正在或可能被用於或與侵犯著作權活動相連的網站或相關服務之路徑。[48]
- 愛爾蘭：2012年2月愛爾蘭通過履行歐盟2001年著作權指令第8條之（3）規定（成員國有義務確保「權利持有人可以申請禁制令以禁止媒介機構的服務被第三人用來侵犯其著作權）的法律，提供封鎖侵權網站的法律依據。[49]

- 義大利：電信主管機關AGCOM已經擬具電信法規修正草案，讓AGCOM有權向法院提出申請，對ISP發出封鎖(IP address & Domain name)境外侵權網站的命令，如ISP不願配合，AGCOM可處最高€150,000的高額罰款。於2014年2月施行。[50]

- 法國：為落實歐盟著作權指令第8.3條，2009年創新及網路法（英语：HADOPI law）（Creation and Internet Act）賦予民事法院為防免侵權採行包括封鎖網站在內的措施之權限。

- 西班牙：2011年2月15日西班牙國會通過的「支持經濟法」授權文化部下轄之智慧財產權委員會可以對ISP提出移除特定網站侵權內容或阻止其使用者進入特定侵權網站之建議，網路經營者如不同意配合，則可移請法院命令ISP封鎖該網站。[51]

- 南韓：2011年4月修正通過的電信營業法（Telecommunications Business Act）賦予電信委員會（Communications Commission）有權採行包括封鎖侵權網站在內的科技措施防止侵權。[52]

## 最新消息
- 智慧局擬封網Taipei Free跟進　北市：一個月後執行，ETtoday 新聞雲 （页面存档备份，存于）、相關討論 （页面存档备份，存于）
- 智財局封侵權網國外關注，不擋 PPS、土豆網，Taipei Free 一個月內跟進 T客邦 （页面存档备份，存于）
- Taipei Free 「月內封鎖」侵權網站 新聞內容 （页面存档备份，存于）
- 2013年5月30日，台北市政府資訊局澄清，有關Taipei Free對數個網站進行封鎖一事實屬誤傳。iTHome Online報導
- NCC犧牲智慧局召喚「真‧封網法」？電信法第9條現身！ETtoday新聞 （页面存档备份，存于）

## 外部連結
- 經濟部智慧財產局 （页面存档备份，存于）（繁體中文）
- 1010914第23次修法諮詢會議（境外侵權網站）（繁體中文）
- Taiwan #freeandopen 斷然反對鎖國！堅決主張百分之百的網路自由！！的Facebook專頁（繁體中文）
- Taiwan proposes China-style block on overseas Internet services that infringe copyright （页面存档备份，存于）（英文）
- Taiwanese Users Thwart Government Plans to Introduce Internet Blacklist Law （页面存档备份，存于）（英文）
- 智財局擬修法封鎖境外侵權網站：違憲、危險、愚蠢 （页面存档备份，存于）（繁體中文）
- Against the Master Switch 挑戰總開關 （页面存档备份，存于）（繁體中文）